# Ageha Ike
Ageha Ike är en sjö i Antarktis. Den ligger i Östantarktis. Norge gör anspråk på området.